# Ancistrosyrinx
Ancistrosyrinx é um gênero de gastrópodes pertencente à família Cochlespiridae.

## Espécies
- Ancistrosyrinx clytotropis (Sykes, 1906)[2]
- †Ancistrosyrinx perspirata Koenen, 1865
- †Ancistrosyrinx spirata Rouault, 1850
- †Ancistrosyrinx subterebralis Reillardi, 1847
- †Ancistrosyrinx terebralis Lamarck, 1804
  - †Ancistrosyrinx terebralis pulcherrima Edwards, 1861

Espécies trazidas para a sinonímia
- Ancistrosyrinx elegans Dall, 1881:[3] sinônimo de Cochlespira elegans (Dall, 1881)
- Ancistrosyrinx kuroharai Kuroda, 1959: sinônimo de Cochlespira kuroharai (Kuroda, 1959)
- Ancistrosyrinx orientis Melvill, 1904: sinônimo de Thatcheriasyrinx orientis (Melvill, 1904)
- Ancistrosyrinx pulchella Schepman, 1913: sinônimo de Cochlespira pulchella (Schepman, 1913)
- Ancistrosyrinx pulcherrissima Kira, 1955: sinônimo de Cochlespira pulcherrissima (Kira, 1955)